# Грабовський Ігор Володимирович
Грабовський Ігор Володимирович (2 вересня 1941) — радянський ватерполіст.
Бронзовий призер Олімпійських Ігор 1964 року.